# Ornithocheiroidea
Ornithocheiroidea je velkou skupinou ptakoještěrů z podřádu pterodaktyloidů. Patří sem i tak populární rody, jako je například sám Ornithocheirus nebo Pteranodon.
Do této skupiny mohl patřit také český ptakoještěr druhu Cretornis hlavaci (patrně zástupce čeledi Nyctosauridae).

## Klasifikace
Podle Unwina (2006).
- Nadčeleď Ornithocheiroidea
  - Čeleď Istiodactylidae
    - Nurhachius
    - Istiodactylus
    - Liaoxipterus
    - Luchibang
    - Mimodactylus

  - Čeleď Ornithocheiridae
    - Anhanguera
    - Arthurdactylus
    - Boreopterus
    - Brasileodactylus
    - Caulkicephalus
    - Coloborhynchus
    - Haopterus
    - Liaoningopterus
    - Liaoxipterus
    - Ludodactylus
    - Ornithocheirus

  - Čeleď Pteranodontidae
    -  ?Bogolubovia
    - Nyctosaurus
    - Pteranodon
    -  ?Ornithostoma[2]